# الاتفاق الشامل بشأن بنجسامورو
الاتفاق الشامل بشأن بانجسامورو هو اتفاق سلام نهائي تم توقيعه بين حكومة الفلبين وجبهة مورو الإسلامية للتحرر في 27 مارس 2014 في قصر مالاكاينج في مانيلا. وبموجب الاتفاق يقوم الانفصاليون الإسلاميون بتسليم أسلحتهم النارية إلى طرف ثالث يتم اختياره من قبل المتمردين والحكومة الفلبينية. وافقت جبهة مورو الإسلامية للتحرر علي وقف جناحها المسلح، وهو القوات الإسلامية في بانجسامورو وفي المقابل ستقوم الحكومة بتأسيس بانجسامورو المتمتعة بالحكم الذاتي، كانت مشاركة السلطة نقطة مركزية لإعادة تصميم الحكم الذاتي.
ويتضمن ميساق ميندناو الحالي 14 منطقة خارج صلاحيات الهيئة التشريعية الإقليمية في اتفاق السلام الشامل. وحدد الأطراف 81 سُلطة خاصة بالحكومة المركزية في بانجسامورو ومتزامنة مع الجانبين أو تشاركهما في هذه السلطة، من بين 81 سُلطة تم نقل 58 منها إلي بانجسامورو و 9 منها محفوظة للحكومة المركزية و 14 مشتركة. وسيتم تضمين هيكل الاتفاقية بشأن مرفقات بانجسامورو الأربعة وهي الترتيبات الانتقالية والكيفية وجمع الإيرادات وتقاسم الثروة والسُلطة والتطبيع بالتوازي مع إضافة إتفاقية مياه بانجسامورو والتي سيتم إدراجها في الاتفاق الشامل.
وقامت القوات المسلحة الفلبينية برفع حالة التأهب القصوي في 24 مارس استعدادًا للحدث. وكان الرئيس الفلبيني بنينو ألينو الثالث، ورئيس وزراء جبهة مورو الاسلامية للتحرر مراد إبراهيم ورئيس الوزراء الماليزي نجيب رزاق من بين الأشخاص الرئيسيين المتوقع حضورهم عند توقيع الاتفاقية.